# آتشفشان برونتال
آتشفشان برونتال (به لاتین: Bruntál) یک منطقهٔ مسکونی در جمهوری چک است که در شهرستان برونتال واقع شده‌است. آتشفشان برونتال ۲۹٫۳۴ کیلومتر مربع مساحت و ۱۶٬۱۳۸ نفر جمعیت دارد و ۴۰۹ متر بالاتر از سطح دریا واقع شده‌است.

## خواهرخوانده
شهرهای پلونگه، اوپوله، بودینگن، شتوروو، کاستلارانو، زبنیتس و ممینگن خواهرخوانده‌های آتشفشان برونتال هستند.